# Beringovskij
Beringovskij in russo Беринговский? è una città della Russia situata nel Circondario autonomo di Čukotka, nella Russia siberiana nordorientale. La città è stata fondata nel 1944 con il nome di Ugol'nij. Nel 1975 fu creato il distretto di Beringovskij e nel 1966 Ugolnij, suo centro amministrativo, fu rinominato Beringovskij. Qualche anno più tardi (1975) l'amministrazione si trasferì nel vicino Nagornij che ereditò anche il nome di Beringovskij, come a tutt'oggi la città si chiama.